# Pseudotonicia cuneata
Pseudotonicia cuneata is een keverslakkensoort uit de familie van de Acanthochitonidae. De wetenschappelijke naam van de soort is voor het eerst geldig gepubliceerd in 1907 door Suter.